# Leptacis nigricornis
Leptacis nigricornis är en stekelart som först beskrevs av William Harris Ashmead 1894.  Leptacis nigricornis ingår i släktet Leptacis och familjen gallmyggesteklar. Inga underarter finns listade i Catalogue of Life.